# Oleksîci, Strîi
Oleksîci (în ucraineană Олексичі) este un sat în așezarea urbană Dașava din raionul Strîi, regiunea Liov, Ucraina.

## Demografie
Componența lingvistică a localității Oleksîci
     Ucraineană (99,55%)
     Alte limbi (0,45%)
Conform recensământului din 2001, majoritatea populației localității Oleksîci era vorbitoare de ucraineană (99,55%), existând în minoritate și vorbitori de alte limbi.